# Gensac (Gironda)
Gensac é uma comuna francesa na região administrativa da Nova Aquitânia, no departamento da Gironda. Estende-se por uma área de 9,4 km². Em 2010 a comuna tinha 750 habitantes (densidade: 79,8 hab./km²).